# Fokker C.V
Fokker C.V là một loại máy bay ném bom và trinh sát hai tầng cánh hạng nhẹ của Hà Lan do hãng Fokker chế tạo. Nó được Anthony Fokker thiết kế và sản xuất hàng loạt vào năm 1924 tại Fokker ở Amsterdam.

## Biến thể
C.V-B(hay C.Vb) máy bay trinh sát chiến lược, 18 chiếc.
C.V-C(hay C.Vc)
C.V-D(hay C.Vd)
C.V-E(hay C.Ve)
C.V-W
C.VI
C.IX
IMAM Ro.1và Ro.1-bis
Manfred Weiss WM-9 BudapestFoker C.V-E
Manfred Weiss WM-11 BudapestFokKer C.V
Manfred Weiss WM-14 BudapestFokker C.V-D
Manfred Weiss WM-16 Budapest
WM-16A với động cơ 410 kW (550 hp) Gnome-Rhône 9K Mistral, 9 chiếc
WM-16B với động cơ 641,3 kW (860 hp) Gnome-Rhône 14K Mistral Major, 9 chiếc
Manfred Weiss WM-21 Sólyommột phát triển của WM-16

## Quốc gia sử dụng
Bolivia
- Không quân Bolivia

 Republic of China
 Đan Mạch
 Phần Lan
- Không quân Phần Lan

 Germany
- Luftwaffe

 Ý

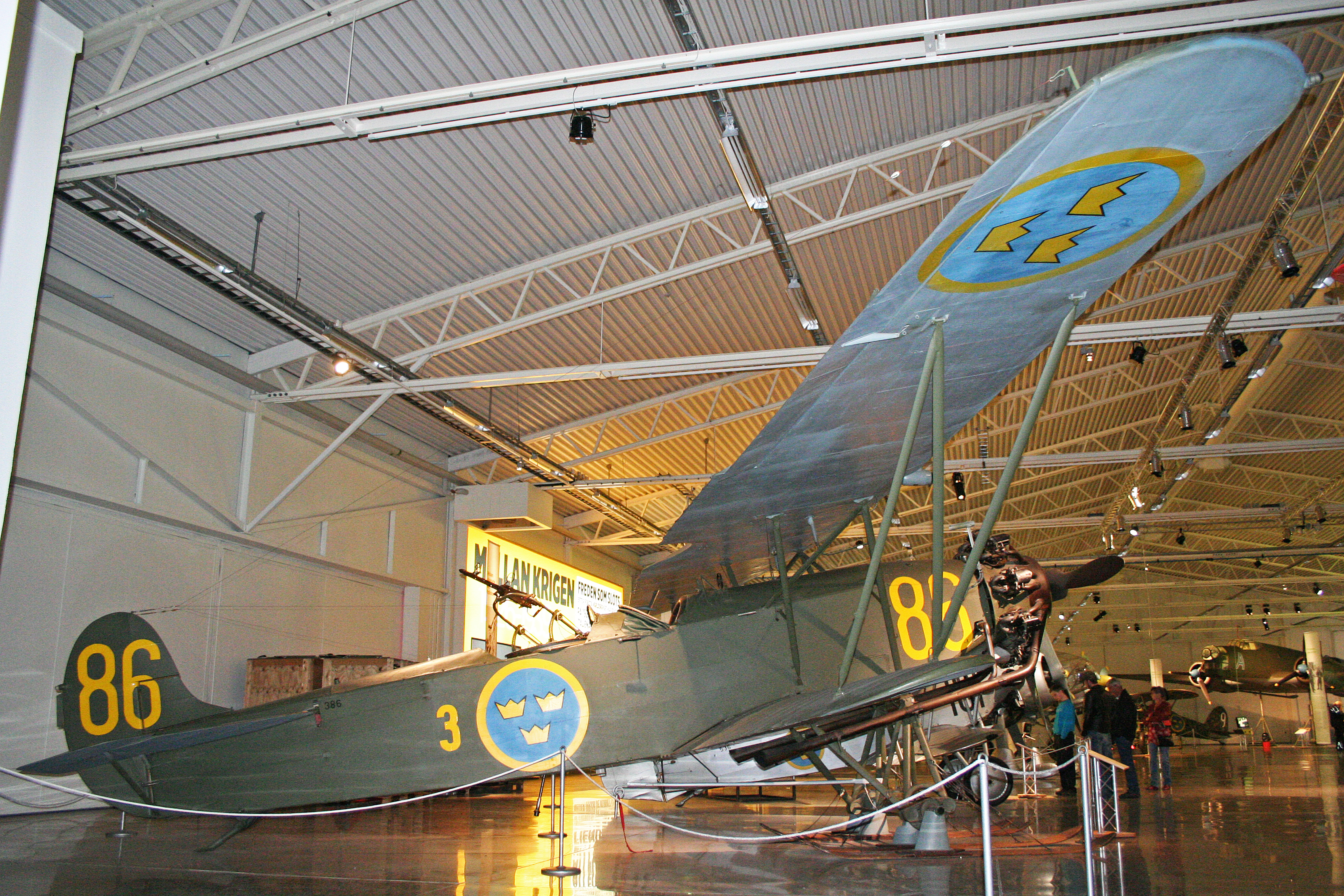
Fokker C.V E, Không quân Thụy Điển

- Regia Aeronautica - Ro.1 à Ro.1-bis

 Hungary
- Không quân Hungary[1]

 Hà Lan
- Không quân Hoàng gia Hà Lan
- ML-KNIL
- Hải quân Hoàng gia Hà Lan

 Na Uy
- Không quân Lục quân Na Uy (1926–1940)

 Thụy Điển
- Không quân Thụy Điển - (S 6)

 Thụy Sĩ
- Không quân Thụy Sĩ

 Hoa Kỳ
- Hải quân Hoa Kỳ[2]

## Tính năng kỹ chiến thuật (C.V)
Dữ liệu lấy từ War over Holland (tiếng Anh)National Norwegian Aviation Museum (tiếng Anh) Thulinista Hornetiin
Đặc tính tổng quan
- Kíp lái: 2
- Chiều dài: 9,25 m (30 ft 4 in)

C.V-D: 9,4 m (31 ft)
C.V-E: 9,53 m (31 ft)
- Sải cánh: 12,50 m (41 ft 0 in)

C.V-E: 15,3 m (50 ft)
- Chiều cao: 3,3 m (10 ft 10 in)
- Diện tích cánh: 39,3 m2 (423 foot vuông)
- Trọng lượng rỗng: 1.920 kg (4.233 lb)
- Trọng lượng cất cánh tối đa: 2.145 kg (4.729 lb)

C.V-D: 2,000 kg (4 lb)
C.V-E: 2,400 kg (5 lb)
- Động cơ: 1 × Rolls Royce Kestrel VIIb , 470 kW (630 hp)

C.V-D: 1 x Bristol Jupiter 336 kW (451 hp)
C.V-E: 1 x Napier Lion 298 kW (400 hp)
hoặc 1 x Armstrong Siddeley Panther II 429 kW (575 hp)
hoặc 1 x Bristol Jupiter VI 313 kW (420 hp)
Hiệu suất bay
- Vận tốc cực đại: 250 km/h (155 mph; 135 kn)

C.V-D: 215 km/h (134 mph)
C.V-E: 215 km/h (134 mph)
- Vận tốc hành trình: 180 km/h (112 mph; 97 kn)
- Tầm bay: 1.000 km (621 mi; 540 nmi)
- Trần bay: 6.500 m (21.325 ft)

C.V-D: 5,900 m (19 ft)

Vũ khí trang bị

- Súng: 

  - 2 × súng máy FN 7,9 mm (.31 in)
  - 1 × súng máy Lewi 7,9 mm (.31 in)

C.V-D: 2 × súng máy 7,2 mm (.28 in)
C.V-E: 1 × súng máy 7,9 mm (.31 in)
- Bom: 200 kg (440 lb) bom dưới cánh

C.V-D: 16 quả bom 8 kg (17½ lb) hoặc 4 quả bom 50 kg (110 lb)
C.V-E: 16 quả bom 8 kg (17½ lb) hoặc4 quả bom 50 kg (110 lb)